# Meander Valley
Meander Valley är en kommun i Australien. Den ligger i delstaten Tasmanien, i den sydöstra delen av landet, omkring 150 kilometer nordväst om delstatshuvudstaden Hobart. Antalet invånare var 19 282 vid folkräkningen 2016.
Följande samhällen finns i Meander Valley:
- Deloraine
- Westbury
- Mole Creek
- Elizabeth Town
- Carrick
- Chudleigh
- Exton
- Bracknell
- Hagley
- Dunorlan
- Kimberley
- Meander
- Hadspen
- Rosevale
- Whitemore
- Travellers Rest